# Stefan Mohrdieck
Stefan Mohrdieck (* 23. Januar 1967 in Brunsbüttelkoog) ist ein deutscher Verwaltungsbeamter. Vom 1. Juni 2018 bis zum 31. Mai 2024 war er Landrat des Kreises Dithmarschen. Zuvor hatte er bereits vom 1. Mai 2011 bis zum 31. Mai 2018 das Amt des Bürgermeisters von Brunsbüttel ausgeübt.

## Leben
Mohrdieck besuchte die Grundschule Brunsbüttel-Süd und danach von 1977 bis 1983 die Boje-Realschule Brunsbüttel, welche er mit der Mittleren Reife abschloss. Von 1983 bis 1986 absolvierte er eine Ausbildung zum Verwaltungsfachangestellten. Anschließend war er von 1986 bis 1991 als Sachbearbeiter in der Stadtverwaltung Brunsbüttel tätig und nahm daneben von 1988 bis 1991 an einem Kurs zum Erwerb der Fachhochschulreife an der Volkshochschule in Brunsbüttel teil und erwarb dann am Berufsbildungszentrum Dithmarschen die Fachhochschulreife. Von 1991 bis 1994 studierte Mohrdieck Verwaltungswissenschaften an der Fachhochschule für Verwaltung in Altenholz. Dort erhielt er den Abschluss Diplom-Verwaltungswirt (FH) und gleichzeitig die Allgemeine Hochschulreife.
Ab 1994 wurde er erneut in der Verwaltung der Stadt Brunsbüttel tätig und bekleidete die nächsten Jahre verschiedene Ämter. So wurde er 1994 Stadtinspektor bzw. 1996 Stadtoberinspektor für Sachbearbeitung im Kämmereiamt/Städtebauförderung. 1998 erfolgte seine Ernennung zum Standamtmann. Als solcher leitete er die Abteilung Allgemeine Verwaltung, Schulen und Kultur. 2001 wurde er Amtsrat auf Probe, sowie 2003 Amtsrat und leitete damit das Ordnungsamt. 2006 wurde der Fachbereichsleiter für den Bereich Innere Verwaltung, Bildung, Bürgerservice und öffentliche Sicherheit und gleichzeitig zum Oberamtsrat ernannt. In dieser Zeit hat er im Juni als Geschäftsführer die Stadtwerke Brunsbüttel GmbH gegründet.
2011 wurde er erstmals zum hauptamtlichen Bürgermeister der Stadt Brunsbüttel gewählt. In einer Direktwahl am 20. Februar hatte er sich hierbei mit 61,26 % der abgegebenen Stimmen gegen Oliver Kumbartzky und Axel Sieck durch und löste damit den bisherigen Bürgermeister Wilfried Hansen ab, welcher auf eine erneute Kandidatur verzichtet hatte. Sein Amtsantritt erfolgte am 1. Mai 2011. Bei der Bürgermeisterwahl am 26. Februar 2017 trat Mohrdieck als einziger Kandidat an und wurde mit 79,1 % der abgegebenen Stimmen wiedergewählt. Am 18. Januar 2018 wurde er durch den Dithmarscher Kreistag zum neuen Landrat des Kreises gewählt. Er setzte sich hierbei im dritten Wahldurchgang mit einer einfachen Mehrheit von 24 der 47 Stimmen gegen seinen CDU-Kontrahenten durch. Infolge der gewonnenen Wahl schied Mohrdieck am 31. Mai 2018 aus seinem Bürgermeisteramt aus. Am 1. Juni 2018 trat er das Amt des Landrates an. Der parteilose Martin Schmedtje wiederum wurde sein Nachfolger als Bürgermeister von Brunsbüttel.
Am 8. Februar 2024 wurde Thorben Schütt im Kreistag in Heide im zweiten Wahlgang zu seinem Nachfolger als Landrat gewählt.
Mohrdieck ist geschieden und hat zwei Kinder, einen Sohn und eine Tochter.